# Hertford Castle
Hertford Castle ist eine nicht mehr erhaltene Burg in der Stadt Hertford in Hertfordshire in Großbritannien. Die als Grade-I-Bauwerk klassifizierte und als Scheduled Monument geschützte Anlage gilt als eine der am besten erhaltenen Motte-and-bailey-Befestigungen im südlichen Großbritannien. Von den Gebäuden ist nur das mittelalterliche Torhaus erhalten.

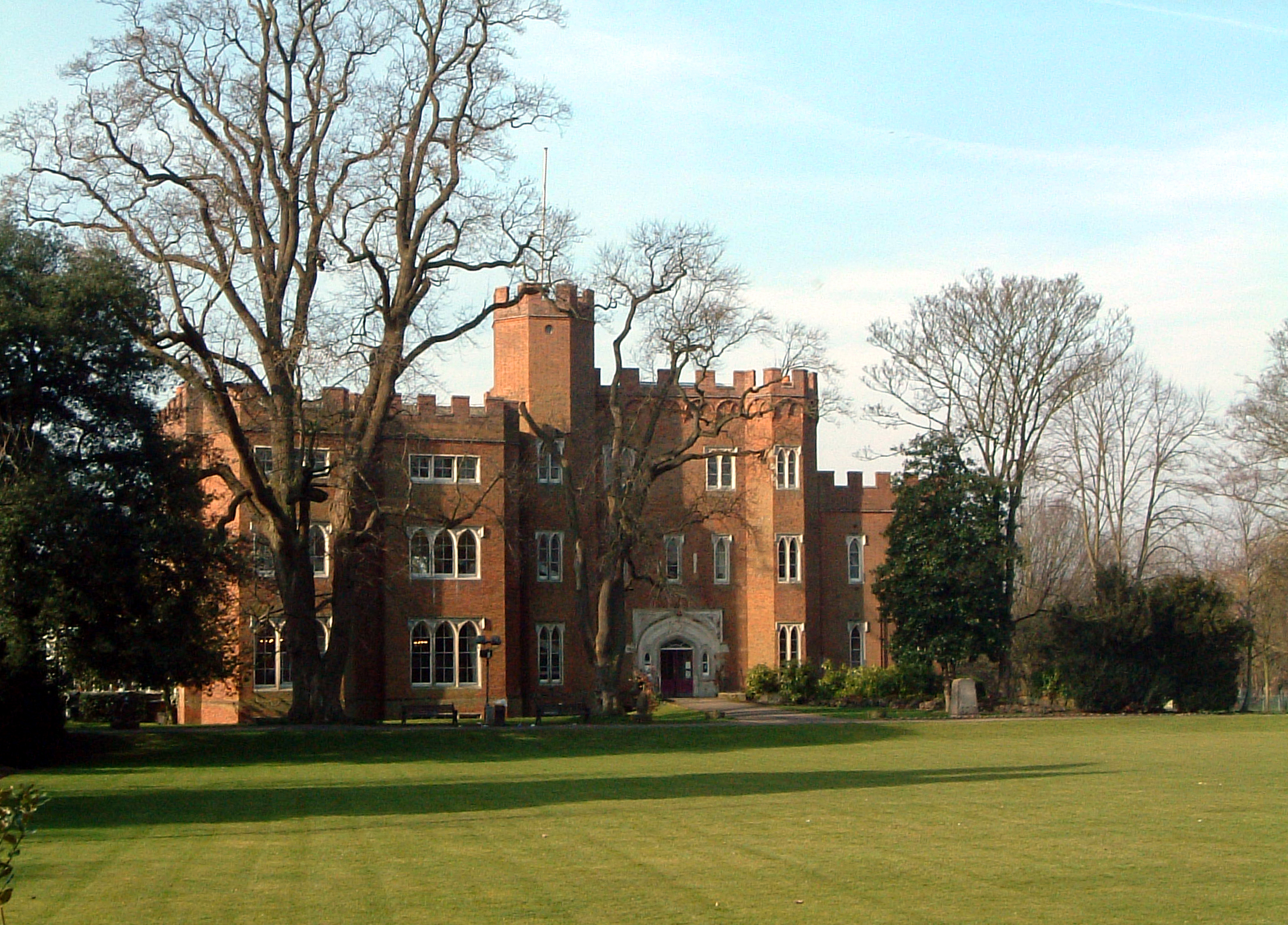
Hertford Castle – ehemaliges Torhaus der Burg

## Geschichte

### Frühes Mittelalter bis 12. Jahrhundert
Vermutlich bestand an der Stelle der Burg schon eine angelsächsische Festung, die König Alfred der Große gegen ein dänisches Lager bei Ware errichtet hatte. Nach der normannischen Eroberung Englands (1066) errichten die Eroberer eine Motte, die Teil einer Kette von Burgen um London war. König Wilhelm der Eroberer übergab die Verwaltung der Burg an Peter de Valoignes, dem High Sheriff of Essex and Hertfordshire.

### Königliche Burg von 1170 bis Ende des 15. Jahrhunderts

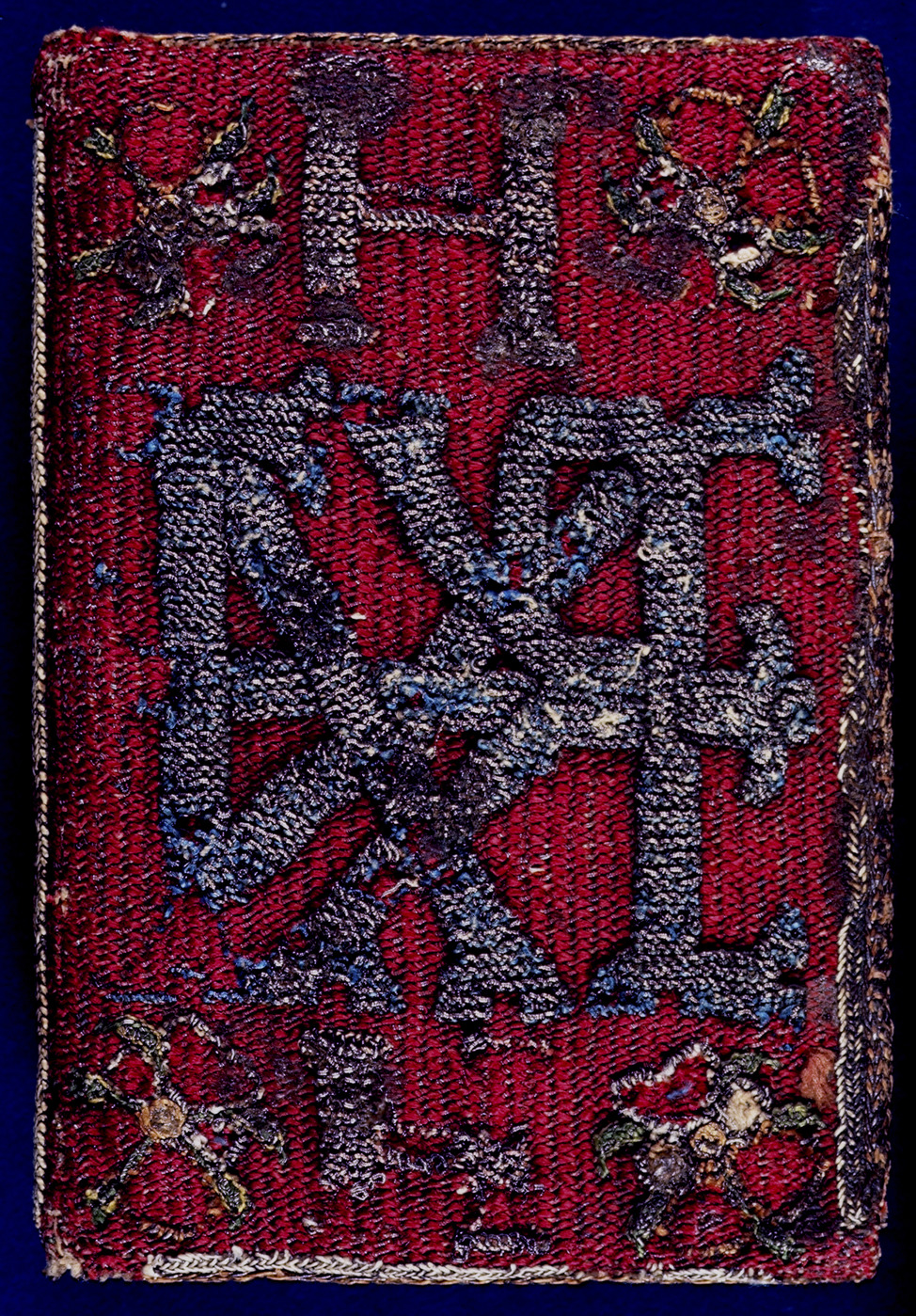
Gebetbuch der Prinzessin Elisabeth, der späteren Königin Elisabeth I.

In den Jahren um 1170 wurde die Burg von König Heinrich II. ausgebaut. Er errichtete eine steinerne Ringmauer, ein Torhaus, eine Wohnhalle und ein königliches Wohngemach. Die Gebäude waren wahrscheinlich aus Holz und Fachwerk auf steinernen Fundamenten. Die ausgebaute Burg diente, da sie eine Tagesreise von London entfernt lag, bis Ende des 16. Jahrhunderts häufig als Übernachtungsort der englischen Könige und ihrer Gäste bei Reisen von und nach London. Während der Regierungszeit von Richard Löwenherz wurde die Burg durch dessen Regenten Wilhelm von Longchamp weiter befestigt. Nachdem Robert de Valoignes 1184 ohne männliche Nachkommen gestorben war, beanspruchte sein Schwiegersohn Robert FitzWalter die Verwaltung der Burg, die ihm schließlich 1202 zugestanden wurde. Als einer der treibenden Kräfte der Adelsopposition gegen König Johann Ohneland wurde er mehrmals enteignet, doch versuchte er mehrfach, die Burg wieder zu erlangen. Während des Ersten Kriegs der Barone musste sich der Constable der Burg Walter de Godarvil am 19. Oktober 1216 nach dreiwöchiger Belagerung den Franzosen ergeben. Nach dem Abzug der Franzosen fiel die Burg 1217 an König Heinrich III., der sich zwischen 1227 und 1255 mehrmals in der Burg aufhielt. 1299 gab Eduard I. die Burg an seine zweite Frau Margarethe.
Während der Auflösung des Templerordens wurden im Jahr 1308 sechs Tempelritter vier Monate lang in der Burg gefangen gehalten. König Eduard II. übernachtete in den Jahren 1310 und 1312 in der Burg. Seiner Witwe Isabelle de France diente die Burg von 1337 bis zu ihrem Tod im Jahr 1358 als Residenz. Sie ließ die Burg erweitern und einen Garten anlegen. Von 1346 bis 1357 diente die Burg auch als Gefängnis ihres Schwiegersohns König David II. von Schottland und seiner Frau, Isabelles Tochter Johanna. Nach Isabelles Tod diente die Burg als Gefängnis für den während des Hundertjährigen Kriegs in Gefangenschaft geratenen König Johann II. von Frankreich. Er erreichte im April 1359 mit elf Gepäckwagen und einem 70-köpfigen Gefolge Hertford und blieb vier Monate in der Burg. Im Jahr darauf wurde die Burg König Eduards III. dritten Sohn John of Gaunt als Lehen gegeben. John auf Gaunt ließ die Burg bis 1361 instand setzen und nutzte sie häufig als Landsitz. Obwohl er seine zweite Frau Konstanze von Kastilien bereits in Bordeaux geheiratet hatte, wurde die Trauung vermutlich 1372 in der Burg wiederholt. Nach seinem Tod blieb die Burg im Besitz des Duchy of Lancaster, das 1399 durch die Thronbesteigung von Heinrich IV. königlicher Besitz wurde. Heinrich IV. besuchte zwischen 1406 und 1413 mehrfach die Burg, 1421 waren sein Nachfolger Heinrich V. und seine Frau Katharina von Valois in der Burg. Die verwitwete Königin lebte 1422 in der Burg zusammen mit ihrem Sohn Heinrich VI., der noch ein Kleinkind war. 1445 heiratete er Margarete von Anjou und überließ ihr die Burg. König Eduard IV. überließ die Burg seiner Gattin Elizabeth Woodville, unter seiner Herrschaft wurde 1463 das neue Torhaus errichtet. König Richard III. vergab die Burg an einem seiner größten Unterstützer, dem Duke of Buckingham.

### Königlicher Palast im 16. Jahrhundert
König Heinrich VII. und Königin Elizabeth of York besuchten die Burg in den Jahren 1489 und 1498. König Heinrich VIII. baute sie zu einem Palast aus. In den 1530er Jahren lebten die Prinzessinnen Maria und Elisabeth in dem Palast, der König nutzte ihn vor allem in den 1540er Jahren. Im Jahr 1545 schrieb Prinzessin Elisabeth im Palast ein Gebetbuch in der Burg, das sich heute in der Royal Collection in der British Library befindet. Ihr Bruder Eduard weilte in dem Palast, als er erfuhr, dass sein Vater Heinrich VIII. (reg. 1509–1547) gestorben war und er neuer König sei. Er übergab den Palast an seine Schwester Mary, die ihn während ihrer Herrschaft als Maria I. ab 1553 vor allem als Gefängnis für Protestanten benutzte. Nach ihrem Tod im Jahr 1558 wurde Elisabeth Königin, die den Palast vor allem zu Beginn ihrer Herrschaft häufig besuchte. Im Jahr 1561 weilte sie 16 Tage lang in Hertford; danach nutzen verschiedene Gerichte den Palast. 1582 wurde im Torhaus ein Raum als Tagungsraum für die Star Chamber eingerichtet.

### Verfall und Spätere Nutzung

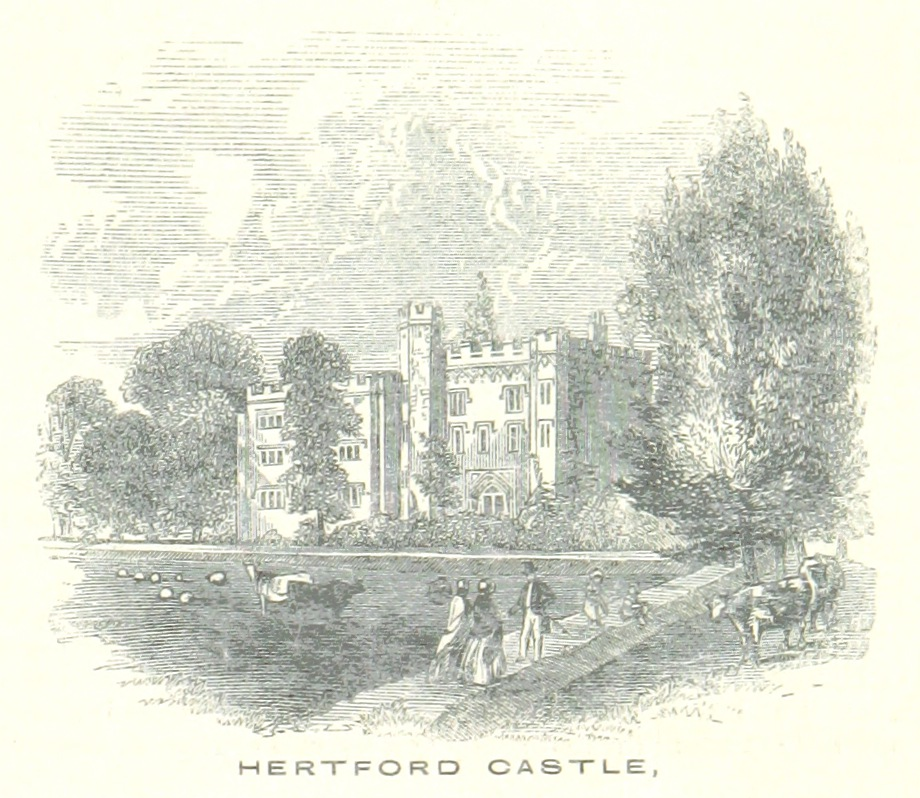
Hertford Castle, Darstellung um 1851

Bereits im späten 16. Jahrhundert begann der Verfall des Palastes und der Burg. Große Teile des Palastes wurden zu Beginn des 17. Jahrhunderts abgerissen. König Jakob I. verpachtete die Burg, sein Sohn Karl I. verkaufte sie 1628 an William Cecil, 2. Earl of Salisbury. In den nächsten Jahrhunderten wurde die Anlage verpachtet und mehrmals umgebaut. Von 1805 bis 1818 nutzte die East India Company das Torhaus als Schule, von 1822 bis 1832 diente es als Krankenhaus. Im Jahr 1912 erwarb die Stadt Hertford die Anlage, die bis 1974 das Torhaus als Teil der Gemeindeverwaltung nutzte, während das ehemalige Burggelände in einen öffentlichen Park umgewandelt wurde. Im Jahr 1977 fanden archäologische Untersuchungen der mittelalterlichen Wälle und Gräben statt, von 1988 bis 1990 erfolgten weitere Grabungen. Das Torhaus ist weiter im Besitz der Stadt Hertford, die es für Veranstaltungen nutzt und vermietet.

## Anlage
Die Burg liegt im Zentrum der Kleinstadt Hertford südlich des River Lea. Im nordöstlichen Bereich der Anlage befinden sich die Reste des Burghügels, der etwa 30 m Durchmesser und noch eine Höhe von 6,5 m hat. Die etwa 1 ha große Vorburg wird noch im Süden und Osten durch Reste der Ringmauer aus Bruchstein begrenzt, an der südlichen Mauer ist noch die Ruine eines schmalen, achteckigen Turms aus dem 14. Jahrhundert erhalten. Als einziges Gebäude der Burg ist Torhaus an der Westseite des Burghofs erhalten. Das ursprünglich um 1460 bis 1465 aus Ziegeln erbaute Torhaus ist dreigeschossig und besitzt einen achteckigen Treppenturm. Um 1790 durch es um einen südlichen Flügel erweitert, bei diesem Umbau erhielt das Gebäude auch die neugotischen Spitzbogenfenster mit Steinfassungen sowie den Zinnenkranz, der das Schieferdach verdeckt. Weitere Umbauten erfolgten im 19. Jahrhundert sowie 1937, als zwei zweigeschossige Seitenflügel angebaut wurden. Von 1967 bis 1971 wurde das Torhaus restauriert.
Vor allem an der Südseite sind noch Reste eines doppelten Burggrabens erkennbar, der einst um die ganze Burg lief, jedoch um 1905 verfüllt wurde.